# Rudolf Geiger
Rudolf Oskar Robert Williams Geiger (24 d'agost de 1894 a Erlangen– 22 de gener de 1981 a Múnic) va ser un meteoròleg i climatòleg alemany. Es va distingir com un dels autors de la classificació de Köppen (o de Köpen-Geiger) i un dels fundadors de la micrometeorologia.

## Algunes obres
- Das Klima der bodennahen Luftschicht. Verlag F. Vieweg & Sohn Braunschweig 1927 = Die Wissenschaft vol. 78; 2. Aufl. ebd. 1942; ab 3. Aufl. Titel mit dem Zusatz Handbuch der Mikroklimatologie ebd. 1950; 4. Aufl. ebd. 1961. – Weitere Ausgaben in englischer, spanischer und russischer Sprache. 5. Aufl. unter dem Titel The Climate near the Ground herausgegeben von Robert H. Aron und Paul Todhunter. Verlag F. Vieweg & Sohn Braunschweig 1995.
- Handbuch der Klimatologie in fünf Bänden. Herausgegeben von W. Koeppen und R. Geiger (5 volúmenes, 19 partes). Verlag Gebrüder Borntraeger Berlin 1930-1943